# Winthemia ignicornis
Winthemia ignicornis là một loài ruồi trong họ Tachinidae.